# Mamadou Saliou Baldé
Pour les articles homonymes, voir Baldé.
Mamadou Saliou Baldé est un député et homme politique guinéen.
Député uninominale de la circonscription de Tougué de mars 2020 au 5 septembre 2021.

## Parcours Politique
Député uninominale de la commune de Tougué de 2020 en 2021 de la dernier législation de mars 2020. Il est le rapporteur du parlement de la 9eme législative de la république de Guinée sous la présidence Alpha Condé.